# جنگ نخست چچن
جنگ نخست چچن (روسی: Первая чеченская война) که با نام‌های لشکرکشی نخست چچن (روسی: Пе́рвая чече́нская кампа́ния) یا جنگ نخست روسی-چچنی نیز شناخته می‌شود مجموعه درگیری نظامی میان فدراسیون روسیه و جمهوری چچن ایچکریا که از دسامبر ۱۹۹۴ تا اوت ۱۹۹۶ در جریان بود. بعد از درگیری‌های اولیه سال‌های ۱۹۹۴ تا ۱۹۹۵ و نبرد خونین گروزنی نیروهای فدرال روسی تلاش کردند تا کنترل خود را بر مناطق کوهستانی چچن بیشتر کنند اما با وجود برتری نظامی روس‌ها از نظر تعداد نیروی انسانی، نیروی هوایی و آتش توپخانه ای، توسط چریک‌های چچنی مجبور به عقب‌نشینی شدند. این اقدام باعث تضعیف جدی روحیه نیروهای فدرال شد و نارضایتی عمومی مردم روسیه را در پی داشت به طوری که بوریس یلتسین، رئیس‌جمهور روسیه، مجبور به اعلام آتش‌بس شد و در سال ۱۹۹۶ معاهده صلح روسیه-چچن را امضا کرد.این جنگ یک فاجعه نظامی در تاریخ روسیه است.
آمار رسمی تلفات ارتش روسیه ۵٬۷۳۲ نفر می‌باشد این در حالیست که بسیاری این عدد را ۳٬۵۰۰ الی ۷٬۵۰۰ و در برخی مواقع حتی تا ۱۴٬۰۰۰ تن نیز تخمین می‌زنند. آمار دقیقی از تعداد تلفات جناح چچنی در دست نیست و منابع مختلف این تعداد را ۳٬۰۰۰ الی ۱۷٬۳۹۱ کشته یا مفقود تخمین می‌زنند. منابع مختلف تلفات غیرنظامیان را ۳۰٬۰۰۰ الی ۱۰۰٬۰۰۰ کشته و نزدیک به ۲۰۰٬۰۰۰ مجروح تخمین می‌زنند با این وجود چیزی بالغ بر ۵۰۰٬۰۰۰ تن بر اثر این جنگ مجبور به مهاجرت اجباری و ترک شهرها روستاهای ویران خود شدند. همچنین این درگیری‌ها به دلیل خشونت و تبعیض علیه گروه‌های غیر چچنی باعث کاهش شمار آن‌ها در مناطق تحت کنترل جمهوری چچن ایچکریا شد.

## منشأ درگیری

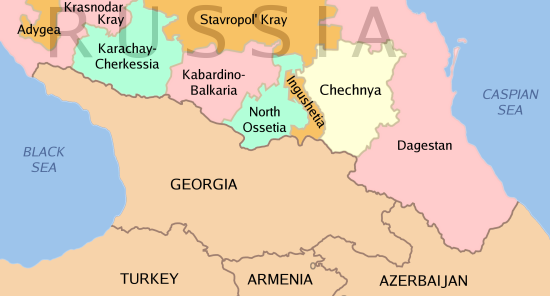
منطقه قفقاز شمالی

### چچن تحت سلطه امپراتوری روسیه و اتحاد جماهیر شوروی
پس از درگیری‌های بلند مدتی که طی سال ۱۸۱۷ تا ۱۸۶۴ تحت عنوان جنگ قفقاز بین امپراتوری روسیه و امامت قفقاز در جریان بود سرانجام ارتش روسیه چچن را فتح کرد و بدین ترتیب در دهه ۱۸۷۰ میلادی چچن ضمیمه خاک روسیه شد. تلاش چچنی‌ها برای استقلال از روسیه در پی انقلاب فوریه ۱۹۱۷ نیز شکست خورد و نتیجه ای در پی نداشت و بدین ترتیب در دسامبر ۱۹۲۲ چچن بخشی از اتحاد جماهیر شوروی شد. در سال ۱۹۳۶ جوزف استالین، رهبر شوروی، فرمان تأسیس جمهوری سوسیالیستی شوروی خودمختار چچن-اینگوشی را صادر کرد. در سال ۱۹۴۴ به فرمان لاورنتی بریا، رئیس کمیساریای خلق در امور داخلی شوروی، بیش از نیم میلیون نفر از مردم چچن، اینگوش و برخی دیگر از مردمان قفقاز شمالی مجبور به مهاجرت به سیبری و آسیای مرکزی شدند. دلیل رسمی این اقدام مشارکت با قوای آلمان طی شورش ۱۹۴۰-۴۴ چچن اعلام شد با این وجود ده‌ها هزار نفر از تبعید شدگان چچنی افرادی بودند که همگام با ارتش شوروی با آلمان‌ها می‌جنگیدند. در پی این وقایع مقامات شوروی جمهوری چچن-اینگوشی را ملغی کردند ولی در نهایت در سال ۱۹۵۷ نیکیتا خروشچف، رهبر جدید شوروی به مردم چچن و اینگوشتیا اجازه بازگشت به سرزمین‌های خود و تأسیس مجدد جمهوری سوسیالیستی چچن-اینگوشی را داد.

### فروپاشی اتحاد جماهیر شوروی و پیمان فدراسیون روسیه
روسیه پس از فروپاشی اتحاد جماهیر شوروی در دسامبر ۱۹۹۱ به یک کشور مستقل تبدیل شد بعد از این واقعه فدراسیون روسیه به عنوان جایگزین شوروی شناخته می‌شد ولی از نظر نظامی و اقتصادی بسیار ضعیف تر از آن بود. با وجود این که بیش از ۸۰٪ مردم روسیه شوروی روس بودند ولی شرایط نژادی و مذهبی در سایر بخش‌های شوروی به شکل دیگر بود تفاوت‌هایی از این قبیل منجر به فروپاشی سیاسی دراین مناطق شد. همچنین در دوران شوروی حدود ۱۰۰ ملیت در روسیه وجود داشت که هرکدام قوانین مختص به خود را داشتند. این گونه مسائل و تأسیس دولت فدرال و اعطای خودمختاری به بعضی از این ملت‌ها موجب ایجاد بحران سیاسی بزرگی در دههٔ ۱۹۹۰ شد. بوریس یلتسین این مطالبات را در کارزار انتخاباتی خود در سال ۱۹۹۰ مطرح کرد و ادعا کرد که حل آن‌ها یکی از اولویت‌های مهم اوست.
در آن برهه زمانی نیاز به یک قانون اساسی که حقوق و قوانین هر یک از ایالات روسیه فدرالی را مشخص کند به شدت احساس می‌شد. چنین قانونی در ۳۱ مارس ۱۹۹۲ به فرمان بوریس یلتسین تحت عنوان پیمان فدراسیون‌ها تصویب شد. ۸۶ ایالت از ۸۸ ایالت روسیه این پیمان را امضا کردند. تقریباً در همه موارد، ایالات خواستار خودمختاری یا استقلال بیشتر در ازای دادن مالیات بیشتر بودند. تنها اعضای فدرال که با این پیمان موافق نبودند، چچن و تاتارستان بودند. در بهار ۱۹۹۴ یلتسین با مینتیمر شایمییف، رئیس‌جمهور تاتارستان در ازای خودمختاری بیشتر به توافق رسید و بدین ترتیب تاتارستان نیز این پیمان را پذیرفت و چچن تنها عضو فدرال شد که این پیمان را امضا نکرده بود. نه یلتسین و نه دولت چچن هیچگونه مذاکره جدی را برای حل این وضعیت انجام ندادند و روابط چچن و روسیه رفته رفته تیره‌تر شد.

### اعلام استقلال چچن

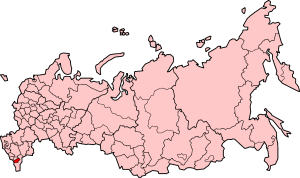
چچن (قرمز) و فدراسیون روسیه

در اثناء این وقایع حزب کنگره سراسری مردم چچن در ۶ سپتامبر ۱۹۹۱ توسط جوهر دودایف، فرمانده اسبق نیروی هوایی شوروی، تأسیس شد که مردم چچن را برای مبارزه با حزب کمونیست به منظور استقلال تشویق می‌کرد به طوری که در آن سال ویتالی کوتسنکو، نماینده ارشد حزب کمونیست در گروزنی، هنگامی که سعی داشت از دست مردم معترضی که به دفتر او حمله کرده بودند فرار کند خود را از پنجره به بیرون پرتاب کرد و کشته شد. در ماه بعد، دوداوف حمایت گسترده مردم چچن را به دست آورد به گونه ای که بعد تر در انتخابات ریاست جمهوری چچن او با کسب اکثریت قاطع آرا پیروز این انتخابات شد. خواسته مردم چچن از او بیرون کردن دولت وابسته به مسکو بود. بدین ترتیب دودایف به ریاست جمهور چچن رسید و استقلال این منطقه از اتحاد جماهیر شوروی را اعلام کرد.
در نوامبر ۱۹۹۱ یلتسین فرمان اعزام نیروهای روس به گروزنی را صادر کرد ولی با محاصره آن‌ها توسط نیروهای دودایف در فرودگاه گروزنی آن‌ها مجبور به عقب‌نشینی شد. بعد از اعلام موجودیت جمهوری چچن، جمهوری خودمختار چچن-اینگوشی به دو قسمت تقسیم شد و در ژوئن ۱۹۹۲ اینگوشتیا با اوستیای شمالی که از جمهوری‌های دیگر روسیه بود درگیری شد در نتیجه جمهوری تازه تأسیس اینگوشتیا با روسیه به توافق رسید و عضوی از این فدراسیون شد ولی چچن در ۱۹۹۳ به‌طور کامل از روسیه مستقل شد و بدین ترتیب جمهوری چچن ایچکریا به وجود آمد.

## درگیری‌های داخلی چچن و تنش‌های گروزنی-مسکو

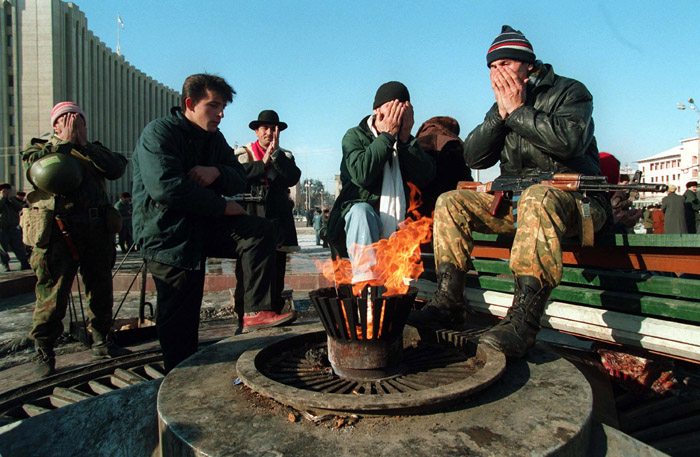
طرفداران دودایف در حال دعا کردن در مقابل کاخ ریاست جمهوری گروزنی. ۱۹۹۴

از سال ۱۹۹۱ تا ۱۹۹۴، ده‌ها هزار نفر از قومیت‌های غیر چچنی (اکثراً روس، اوکراینی و ارمنی) این جمهوری تازه تأسیس را به علت خشونت و تبعیض ترک کردند. وضع صنعتی چچن به دلیل اخراج بسیاری از مهندسان و کارگران روس تبار دچار ضعف شدیدی شد زیرا در دوران شوروی تقریباً تمام امور اداری و شغل‌های تخصصی در این منطقه در دست اقوام روس بود. با وجود عدم رخ دادن جنگ داخلی در چچن مخالفان و موافقان دودایف همواره برسر تصاحب قدرت بایکدیگر درگیر بودند و در برخی موارد این درگیری‌ها حتی به استفاده از سلاح‌های جنگی نیز منجر می‌شد. در یکی از این درگیری‌ها در مارس ۱۹۹۲ اپوزیسیون چچن سعی در به عمل رساندن کودتا علیه دولت دودایف داشت که با مقابله نیروی هوایی این کشور خنثی شد. ماه بعد دودایف فرمان اختیار مطلق رئیس‌جمهور را صادر کرد و در ماه ژوئن ۱۹۹۳ قانون لزوم در یافت رأی اعتماد اعضای کابینه از مجلس را لغو کرد. اکتبر ۱۹۹۲ نیروهای روسیه که در اوستیا درگیر جنگ‌ها اینگوشتیا به سمت مرز چچن پیشروی کردند دودایف این اقدام را تهدیدی جدی برای چچن اعلام کرد و به نیروهای چچنی دستور داد در صورت عدم عقب‌نشینی روس‌ها به آن‌ها حمله کنند.
بعد از کودتای دیگری که در دسامبر ۱۹۹۳ رخ داد اعضای اپوزیسیون چچن شورای موقتی برپا کرده و از روسیه برای براندازی دولت دودایف کمک خواستند. در اوت ۱۹۹۴ مخالفان دودایف که در شمال چچن مستقر بودند حملات سنگینی را برای براندازی او شروع کردند. باوجود این درگیری‌ها حتی مخالفان دولت نیز راضی به پیوستن چچن به روسیه نبودند. دلیل اصلی مخالفت اپوزیسیون با دودایف بر سر مسائل داخلی و عقاید شخصی او بود رفته رفته محبوبیت او در بین مردم چچن روبه کاستی نهاد.
مسکو مخفیانه نیروهای جدایی طلب را با پشتیبانی مالی، تجهیزات نظامی و مزدوران پشتیبانی می‌کند. روسیه همچنین از تمام پروازهای غیرنظامی به مقصد گروزنی حمایت می‌کرد در حالی که سد هوایی برای هواپیماهای نظامی چچن ایجاد کرده بود و بعد تر به وسیله جنگنده‌ها و پهبادهای خود به چچن را بمباران می‌کرد.

## مداخله نظامی روسیه و درگیری‌های اولیه

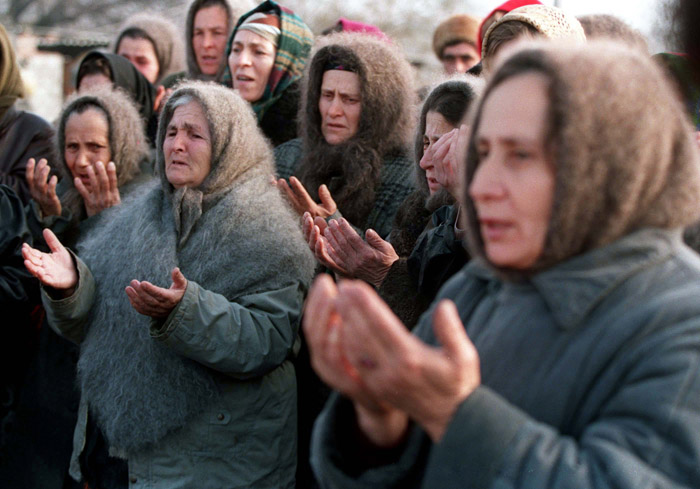
زنان چچنی در حال دعا برای پیشروی نکردن نیروهای روس به سمت گروزنی. دسامبر ۱۹۹۴

۱۱ دسامبر ۱۹۹۴ نیروی زمینی ارتش روسیه حمله سه جانبه ای را به سمت گروزنی آغاز کرد. ژنرال ادوارد وروبایف که فرماندهی جناح اصلی را برعهده داشت عملیات را موقتاً متوقف کرد او معتقد بود این اقدام یک جنایت است و آن‌ها نباید به مردم خود حمله کنند. بسیاری از نظامیان و دولتمردان روسیه نیز همانند وروبایف مخالف این عملیات بودند به طوری که امیل پاین، مشاور یلتسین در زمینه امور ملی، و بوریس گروموف، معاون وزیر دفاع روسیه، نیز در اعتراض به این عملیات استعفا دادند. بیش از ۸۰۰ سرباز و افسر حرفه‌ای نیز حاضر به شرکت در عملیات نشدند؛ از این تعداد، ۸۳ نفر توسط دادگاه‌های نظامی محکوم شدند و بقیه نیز اخراج شدند.
نیروی هوایی چچن در همان ساعات اولیه آغاز عملیات به‌طور کامل نابود شد. هدف کابینه یلتسین از این عملیات حمله سریع به مواضع دولت چچن بدون آسیب رساندن به غیرنظامیان بود ولی نتیجه آن طور که آن‌ها می‌خواستند پیش نرفت. سربازان روسی از همان ابتدای عملیات از روحیه خوبی برخوردار نبودند برخی از آن‌ها از دستور فرماندهان خود سرپیچی می‌کردند و برخی دیگر به تجهیزات خودی آسیب می‌رساندند. اعتراضات مردم اینگوشتیا باعث عقب‌نشینی نیروهای جناح غربی به سمت اینگوشتیا شد و به دلیل فرار برخی سربازان روسی از سر پست‌هایشان چچنی‌ها حدود ۳۰ خودروی نظامی روس‌ها را منهدم کردند. پیشروی جناح شمالی نیز با مقاومت غیر منتظرهٔ چچنی‌ها روبه رو شد و بدین ترتیب شکست‌های نیروهای روسی آغاز شد. همچنین ۵۰ تن از چتربازان نیروی هوایی روسیه که در چچن فرود آمده بودند توسط شبه نظامیان چچنی محاصره و دستگیر شدند.
با این حال تلفات غیرنظامیان این عملیات به شدت در حال افزایش بود خصومت مردم چچن با نیروهای روس رفته رفته افزایش می‌یافت به طوری که حتی آن‌هایی که در ابتدا مخالف دولت دودایف بودند به مبارزه علیه نیروهای روس می‌پرداختند. این مشکلات با اعزام نیروهای تازه‌نفس از مناطق همجوار بیشتر شدت گرفت. باوجود این که نیروهای روسی دستور داشتند که به مناطق مشخصی حمله کنند ولی به دلیل بی تجربگی و عدم آمادگی آن‌ها به صورت پراکنده مناطقی را هدف بمباران توپخانه راکتی قرار دادند این اقدامات باعث افزایش چشمگیر تلفات غیرنظامی شد.

## حمله به گروزنی

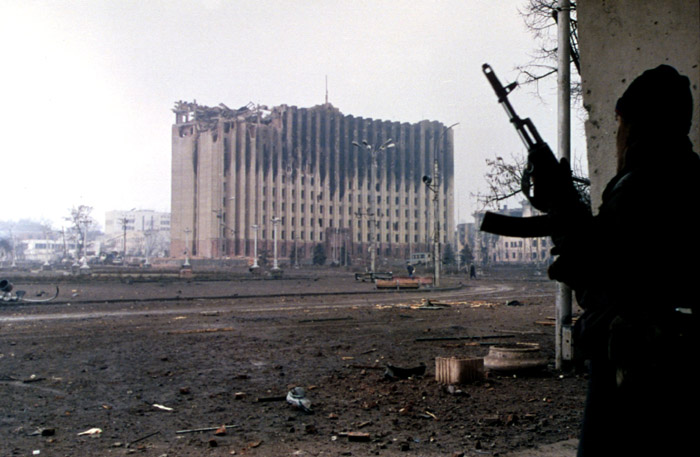
سربازی چچنی که در مقابل خرابه‌های کاخ ریاست جمهوری چچن ایستاده‌است. ژانویه ۱۹۹۵

با محاصرهٔ پایتخت چچن هزاران نفر از مردم غیرنظامی گروزنی زیر بمباران هواپیماها و توپخانه ارتش روسیه جان باختند بمباران گروزنی که بعد از بمباران درسدن سنگین‌ترین بمباران رخداده در تاریخ اروپاست یک هفته تمام به طول انجامید. روسیه در مقابل انتقادهایی که به بمباران غیرنظامیان گروزنی از آن‌ها می‌شد دولت چچن را به استفاده غیرنظامیان به عنوان سپر انسانی متهم می‌کرد. عملیاتی که روس‌ها در شب سال نو میلادی آغاز کردند شکست سنگینی برای آن‌ها در پی داشت؛ شمار زیادی از سربازان روس کشته شدند و روحیه بازماندگان به شدت افت کرد. شاهدان اذعان داشتند که حدود ۱۰۰۰ الی ۲۰۰۰ سرباز آموزش دیده و خبره نیروهای زرهی روسیه در آن روز کشته شدند. با این حال روس‌ها توانستند پس از یک جنگ شهری خونین گروزنی را تصرف کنند. بعد از شکست سنگین نیروهای زرهی روس‌ها مجبور به جایگزینی آن با نیروی هوایی و آتش توپخانه ای کردند. ۱۹ ژانویه نیروهای روسیه با وجود دادن تلفات سنگین موفق به تصرف کاخ ریاست جمهوری شدند این مکان به مدت سه هفته محل درگیری دو طرف بود که چچنی‌ها نهایتاً خرابه‌های آن را رها کرده و عقب‌نشینی کردند. درگیری‌ها در جنوب شهر ادامه داشت تا این که بالاخره در ۶ مارس ۱۹۹۵ گروزنی به صورت کامل توسط روسیه تصرف شد.
در اساس برآورد سرگئی کوالف، مشاور یلتسین در زمینه حقوق بشر، حدود ۲۷٬۰۰۰ غیرنظامی تنها در پنج هفته ابتدایی محاصره گروزنی کشته شدند. دیمیتری ولکوگونوف، مورخ و ژنرال اسبق روسی، می‌گوید بمباران گروزنی باعث کشته شدن حدود ۳۵٬۰۰۰ غیرنظامی شد که ۵٬۰۰۰ نفر از آن‌ها کودک بودند. با وجود این که آمار دقیق تلفات غیرنظامی در دست نیست ولی روسیه اعلام کرده‌است که حدود ۲٬۰۰۰ سرباز روس در محاصره گروزنی کشته ویا مفقود شدند. آمار کشته شدگان گروزنی موج انتقادات داخلی و خارجی را علیه اقدامات مسکو در پی داشت. سازمان امنیت و همکاری اروپا این عملیات را «فاجعه غیر قابل تصور» خواند همچنین میخائیل گورباچف، رهبر پیشین شوروی، ازآن به عنوان «ماجراجویی خونین» و هلموت کوهل، نخست‌وزیر وقت آلمان، با عنوان «جنون محض» یاد کردند.